# Pseudoclitocybaceae
Pseudoclitocybaceae Vizzini, Consiglio, P.-A. Moreau & P. Alvarado – rodzina grzybów znajdująca się w rzędzie pieczarkowców (Agaricales).

## Charakterystyka
Jest to utworzona w 2018 r. na podstawie badań genetycznych i mikroskopowych nowa rodzina w rzędzie pieczarkowców. Należące do niej gatunki grzybów charakteryzują się obecnością podobnych do pętli sprzążek w strzępkach, brakiem cystyd i równolegle ułożonymi strzępkami w tramie hymenoforu. Strzępki te są szerokie, cylindryczne i wewnętrznie inkrustowane granulkami. W ramach krytycznej analizy gatunków do rodziny tej włączono gatunki wcześniej zaliczane do innych rodzin, opisano także nowe gatunki: Clitocybe fibulatus i Clitocybe guldeniae.

## Systematyka
Pozycja w klasyfikacji według Index Fungorum: Agaricales, Agaricomycetidae, Agaricomycetes, Agaricomycotina, Basidiomycota, Fungi.
Do rodziny Pseudoclitocybaceae według Dictionary of the Fungi należą rodzaje:
- Bonomyces Vizzini 2014
- Cleistocybe Ammirati, A.D. Parker & Matheny 2007
- Clitopaxillus G. Moreno, Vizzini, Consiglio & P. Alvarado 2018
- Harmajaea Dima, P. Alvarado & Kekki 2018
- Musumecia Vizzini & Contu 2011
- Pogonoloma (Singer) Sánchez-García 2014
- Pseudoclitocybe (Singer) Singer 1956 – lejkownik

Nazwy naukowe wg Dictionary of the Fungi. Nazwy polskie na podstawie pracy Władysława Wojewody z 2003 r.